# Euphaedra limita
Euphaedra limita är en fjärilsart som beskrevs av Jacques Hecq 1978. Euphaedra limita ingår i släktet Euphaedra och familjen praktfjärilar. Inga underarter finns listade i Catalogue of Life.